# Henri de Carné
Pour les articles homonymes, voir de Carné.
Pour les autres membres de la famille, voir Famille de Carné.
Henri de Carné de Coëtlogon, est un homme politique français né le 17 janvier 1834 à Sévignac (Côtes-du-Nord) et décédé le 23 janvier 1912 dans la même commune

## Biographie
Henri Jean Baptiste Antonin de Carné-Trécesson est le fils d'Henri, comte de Carné-Trécesson, marquis de Coëtlogon, officier d'infanterie, maire de Sévignac, conseiller général des Côtes-du-Nord, et de Léonie de Chappedelaine. Il épouse Marie de Guéhéneuc.
Lieutenant-colonel des gardes mobiles bretons, il se distingue durant la guerre franco-allemande de 1870.
Propriétaire agricole, il est maire de Sévignac de 1866 à 1912 et conseiller général pour le canton de Broons de 1871 à 1912. Il est sénateur monarchiste des Côtes-du-Nord de 1880 à 1912. Il est secrétaire du Sénat de 1891 à 1893 et président du groupe de la droite de 1903 à 1912. Il est un parlementaire actif, intervenant notamment sur les questions militaires, maritimes et budgétaires. 
Malade, il ne se représente pas aux sénatoriales de janvier 1912 et meurt deux semaines plus tard.

## Sources
- « Henri de Carné », dans Adolphe Robert et Gaston Cougny, Dictionnaire des parlementaires français, Edgar Bourloton, 1889-1891 [détail de l’édition]
- « Henri de Carné », dans le Dictionnaire des parlementaires français (1889-1940), sous la direction de Jean Jolly, PUF, 1960 [détail de l’édition]